# 高木賢
高木 賢（たかぎ まさる、1943年〈昭和18年〉8月14日 - 2024年〈令和6年〉11月24日）は、日本の農林官僚。第33代食糧庁長官。弁護士。

## 略歴
- 1962年（昭和38年）：群馬県立高崎高等学校卒業[2]
- 1966年（昭和41年）：国家公務員採用上級甲種試験（法律職）合格[3]
- 1967年（昭和42年）：東京大学法学部第1類（私法コース）卒業[4]
- 1967年（昭和42年）4月：農林省採用
- 1974年（昭和49年）4月　林野庁林政部森林組合課課長補佐(総務班担当)
- 1977年（昭和52年）6月　大臣官房文書課課長補佐法令)
- 1980年（昭和55年）7月　大臣官房企画室企画官
- 1982年（昭和57年）11月　大臣官房秘書課監査官兼大臣秘書官事務取扱
- 1984年（昭和59年）2月1日：農林水産省農蚕園芸局繭糸課長[5]
- 1985年（昭和60年）8月9日：農林水産省　辞職[6]
- 島根県農林水産部長
- 1988年（昭和63年）4月1日：農林水産省大臣官房付　採用[7]
- 1988年（昭和63年）4月12日：林野庁林政部木材流通課長[8]
- 1989年（平成元年）4月1日：林野庁林政部企画課長[9]
- 1991年（平成3年）5月1日：林野庁林政部林政課長[10]
- 1992年（平成4年）7月21日：農林水産省大臣官房企画室長[11]
- 1993年（平成5年）7月6日：農林水産省構造改善局農政部長[12]
- 1995年（平成7年）3月30日：内閣官房内閣内政審議室　併任[13]
- 1995年（平成7年）7月7日：農林水産省大臣官房総務審議官[14]
- 1996年（平成8年）1月10日：農林水産省農産園芸局長[15]
- 1998年（平成10年）7月3日：農林水産大臣官房長[16]
- 1999年（平成11年）7月30日：食糧庁長官[17]
- 2002年（平成14年）10月：弁護士登録（第二東京弁護士会）
- 2003年（平成15年）6月：株式会社インテージ監査役
- 2005年（平成17年）7月：財団法人大日本蚕糸会会頭理事（現・一般財団法人大日本蚕糸会代表理事会頭）
- 2011年（平成23年）4月：公立大学法人高崎経済大学理事長（初代）
- 2015年（平成27年）7月：一般財団法人大日本蚕糸会顧問[18]
- 2017年（平成29年）5月：碓氷製糸株式会社代表取締役社長（初代）[19]

## 栄典
- 2014年（平成26年）4月29日 - 瑞宝重光章[20]
- 2024年（令和6年）11月24日 - 正四位[21]